# HARIBOW

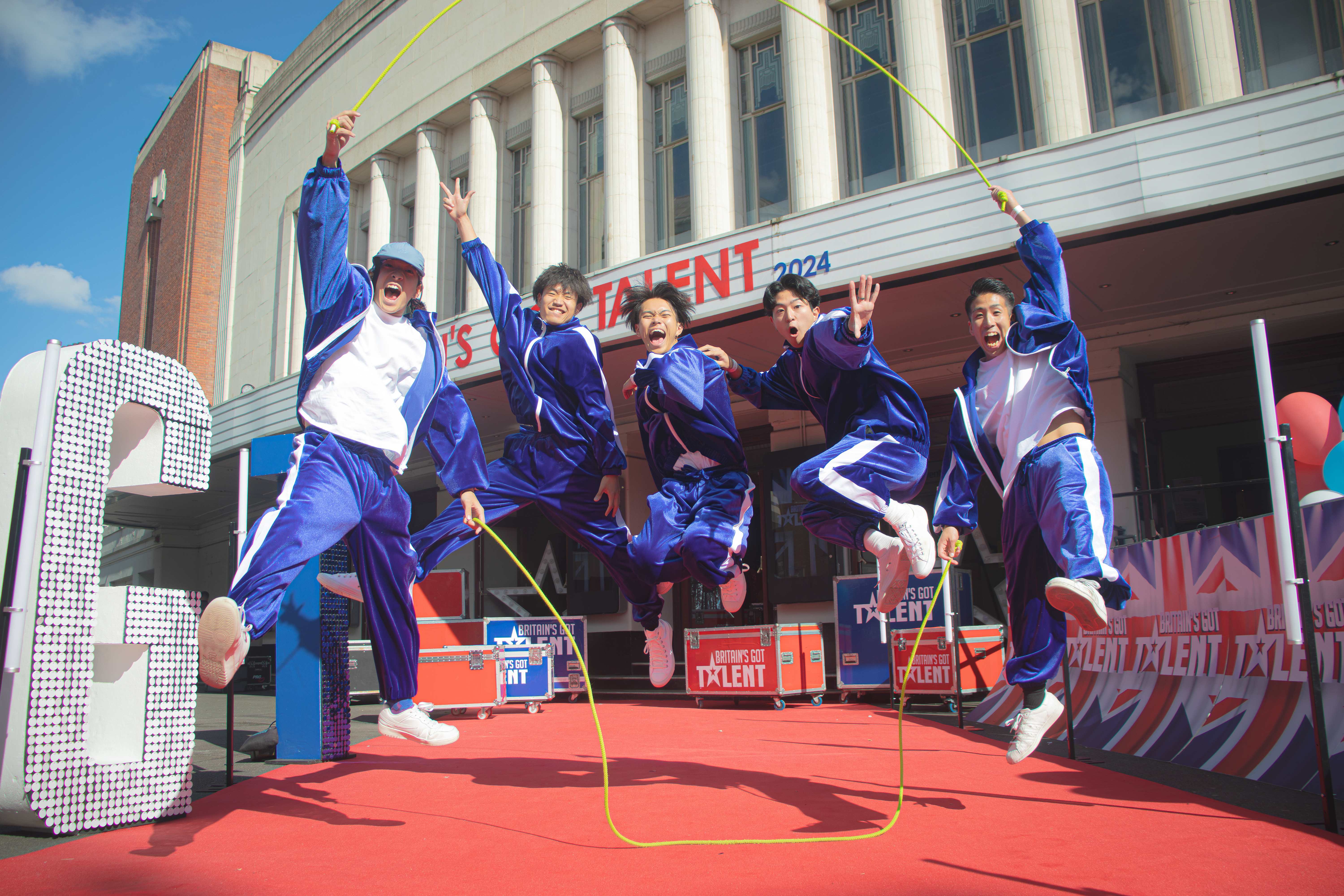
ブリテンズ・ゴット・タレント 2024準決勝に出演したHARIBOWのメンバー

HARIBOW（ハリボー）は、日本のダブルダッチパフォーマンスチームであり、世界中の舞台で活動している。
Britain's Got Talentをはじめとする国際的なオーディション番組やイベントで高い評価を受け、現在では世界トップレベルのダブルダッチチームの一つとして知られている。

## 概要
HARIBOWは、2本のロープを使ったパフォーマンス「ダブルダッチ」を中心に活動するエンターテインメントチーム。観客を魅了するエネルギッシュなパフォーマンスが特徴で、ダンス、アクロバティックな技、そしてチームの高度な技術が融合した演技で知られる。日本国内外を問わず、多数のイベントに出演しており、特に家族連れや若い観客層から支持を集めている。

## 来歴

### 結成と初期活動
HARIBOWは日本で結成され、大学のダブルダッチサークルを母体に活動を開始。結成当初から全国大会や地域イベントに出演し、徐々に知名度を上げていった。

### 国際的な成功
2024年、HARIBOWは英国のオーディション番組「Britain's Got Talent」に出演し、決勝進出を果たすとともに、観客の投票で与えられる「Audience Golden Buzzer」を獲得。この快挙は日本人チームとして最高成績であり、HARIBOWが国際的に注目されるきっかけとなった。
さらに、イタリアのオーディション番組「Tu Si Que Vales」やNBAアブダビゲームズでのハーフタイムショーに出演し、その実力を世界中に知らしめた。

## 特徴
HARIBOWのパフォーマンスは、ダブルダッチの伝統的な技術にダンスやアクロバティックな要素を組み合わせた、独自のスタイルが特徴。観客との一体感を重視した演出や、イベントのテーマに合わせたカスタマイズパフォーマンスも評価されている。

## 主な実績
- Britain's Got Talent 2024：準決勝[3]、決勝[4]進出、Audience Golden Buzzer受賞[1]
- Tu Si Que Vales 2024（イタリア）：準決勝[5]進出
- NBAアブダビゲームズ（2024年10月）：ハーフタイムショー出演[6]
- Palazzo Circus（ドイツ）：オープニングアクト担当[7]（2024年–2025年）

## 出演

### テレビ番組
- Britain's Got Talent（イギリス、2024年）
- Tu Si Que Vales（イタリア、2024年）

### YouTube出演
- QuizKnock「キャリアノック[8]」（2024年）：キャリアや経験について特集され、HARIBOWの活動が取り上げられた[9]。

### イベント
- NBAアブダビゲームズ（2024年）
- Palazzo Circus（ドイツ、2024年–2025年）